# Лука Сикула
Лука Сикула (итал. Lucca Sicula) је насеље у Италији у округу Агриђенто, региону Сицилија.
Према процени из 2011. у насељу је живело 1917 становника. Насеље се налази на надморској висини од 525 м.

## Становништво
Према резултатима пописа становништва 2011. у општини је живело 1.917 становника.
| 1931. | 1936. | 1951. | 1961. | 1971. | 1981. | 1991. | 2001. | 2011. |
| ----- | ----- | ----- | ----- | ----- | ----- | ----- | ----- | ----- |
| 2.809 | 3.086 | 3.355 | 3.262 | 3.005 | 2.693 | 2.299 | 2.090 | 1.917 |

## Партнерски градови
- Лука
- Пуебло